# Cibenda (Cipongkor)
Cibenda is een bestuurslaag in het regentschap Bandung Barat van de provincie West-Java, Indonesië. Cibenda telt 5227 inwoners (volkstelling 2010).